# Амаду Коне
Амаду Коне (фр. Amadou Koné, нар. 14 травня 2005, Бамако, Малі) — івуарійський футболіст, півзахисник французького клубу «Реймс».

## Ігрова кар'єра

### Клубна
Амаду Коне народився у столиці Малі — Бамако. І займатися футболом починав в місцевій футбольній академії.
Влітку 2023 року Коне перебрався до Франції, де він приєднався до клубу «Реймс». Починав грати за другий склад команди. Дебютну гру в складі «Реймса» Коне провів 22 жовтня 2023 року в поєдинку чемпіонату Франції проти «Тулузи». В сезоні 2024/25 разом з клубом Коне дійшов до фіналу Кубка Франції, де поступилися столичному «Парі Сен-Жермен».

### Збірна
Амаду Коне народився у Малі але має малійське та івуарійське походження. В листопаді 2023 року Амаду отримав перший виклик до олімпійської збірної Кот-д'Івуару. Але першу гру в збірній провів лише в березні 2024 року.

## Досягнення
Реймс
- Фіналіст Кубка Франції: 2024/25